# Eupenicillium levitum
Eupenicillium levitum är en svampart som först beskrevs av Raper & Fennell, och fick sitt nu gällande namn av Stolk & D.B. Scott 1967. Eupenicillium levitum ingår i släktet Eupenicillium och familjen Trichocomaceae.   Inga underarter finns listade i Catalogue of Life.